# Teilnehmernetzbetreiber
Ein Teilnehmernetzbetreiber (TNB; engl. Local Exchange Carrier, LEC) ist ein Betreiber von Ortsnetzen für die Telefonie, der Teilnehmer an sein Netz anschließt und damit Netzanschlüsse bereitstellt.
Üblicherweise vermarktet ein solcher Netzbetreiber Telefonanschlüsse direkt an die Teilnehmer und tritt als Telefongesellschaft auf; es handelt sich dann um einen Festnetzanbieter, Vollanschlussanbieter oder Direktanschlussanbieter.
In Deutschland ist die Deutsche Telekom als etablierter Ortsnetzbetreiber des ehemals als staatlicher Monopolbetrieb geführten Telefonnetzes der mit Abstand gewichtigste und einzige marktbeherrschende TNB.
Nach der Marktliberalisierung in den letzten Jahren neu auf den Markt getretene TNB wie Arcor oder HanseNet ("alternative TNB", engl. "Competitive LEC" oder CLEC) mieten in der Regel die entbündelte letzte Meile des etablierten Ortsnetzbetreibers als Vorleistung zum Anschluss ihrer Kunden an die eigenen Ortsvermittlungen, wobei die Übergabe der Leitungen üblicherweise am Hauptverteiler-Standort erfolgt.
Anbieter, die im Central Office keine herkömmliche Vermittlungstechnik, sondern ausschließlich DSLAMs unterhalten (z. B. zwecks Line-Sharing oder Anbieter von NGN-Anschlüssen oder reinen Datenanschlüssen), werden mit dem englischen Begriff Data LEC oder Data CLEC bezeichnet.

## Verhältnis zu Ferngesprächsanbietern
Im Gegensatz zu im Ortsnetz aktiven Netzbetreibern nennt man Unternehmen, die Ortsnetz-übergreifende Fernverbindungen vermitteln,  Verbindungsnetzbetreiber (VNB; engl. IXCs = Interexchange Carrier).
In den USA setzen sich die LECs in erster Linie aus den regionalen Monopolanbietern von Sprachdiensten zusammen, den so genannten "Baby Bells", die nach der Neuordnung und Liberalisierung des amerikanischen Telefonmarktes in den 70er Jahren aus der ehemaligen "Mama" Bell Telephone Company und AT&T entstanden. Diese werden als Incumbent LECs oder ILECs bezeichnet.
In den europäischen Telefonnetzen wurde die im Zuge der damaligen Neuordnung des Marktes in den USA erfolgte Aufspaltung in ILECs (Baby Bells) und IXCs nicht umgesetzt – und dementsprechend sind die europäischen TNB meist auch als VNB auf dem Markt präsent; die Unterscheidung ihrer jeweiligen Rolle als TNB und VNB erfolgt in Europa zwecks Marktregulierung.